# Cross-country
Pour les articles homonymes, voir Cross country (homonymie).
Ne doit pas être confondu avec Trail (course à pied), Raid nature ou Course à obstacles.
Le cross-country ou cross est une des épreuves de l'athlétisme qui consiste en une course nature dont les distances sont plus ou moins longues, de quatre à douze kilomètres selon les catégories d'âge et le niveau de la compétition. Toutefois, comme pour les épreuves sur piste, les distances sont plutôt exprimées en mètres.

## Histoire

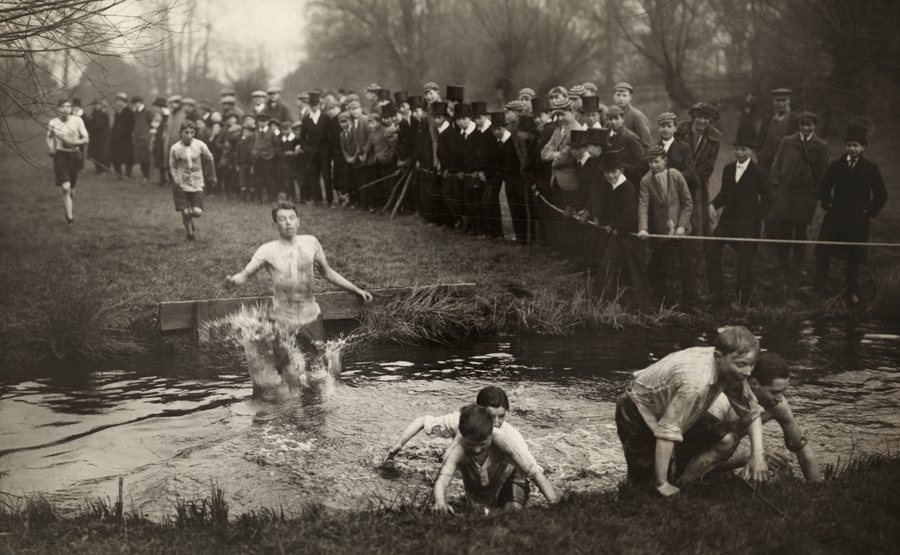
Course britannique au Eton College en 1919

Le terme cross country vient de l'anglais cross et country (« à travers la campagne »).
La pratique du cross-country remonte au XIXe siècle. À l'époque, un jeu de piste anglais appelé Hare and Hounds ou Paper Chase est pratiqué dans les écoles anglaises. Ces dernières commencent les courses de cross-country en 1837, et mettent en place un championnat national le 7 décembre 1867. Il a lieu au Wimbledon Common dans le sud-ouest de Londres. Cette course est la première de cross-country considérée comme officielle à ce jour[Quand ?]. Son but initial était d'imiter le steeple pour garder la forme hors-saison, et était considérée comme peu sérieuse à ses débuts. Cette course d'une distance d'environ 3,5 miles passait à travers un terrain très boueux et accidenté. Le parcours n'étant pas bien balisé, de nombreux concurrents se sont perdus. Ils ne furent pas aidés par le fait que la course se soit disputée dans l'obscurité car elle a commencé à 17 heures. 

### Cross des nations
Le Cross des nations est une compétition réunissant les meilleurs spécialistes mondiaux du cross-country. Elle est créée en 1903 par l'Union internationale de cross-country (ICCU) et se dispute annuellement jusqu'en 1972 avant d'être remplacée par les actuels Championnats du monde.

### Jeux olympiques

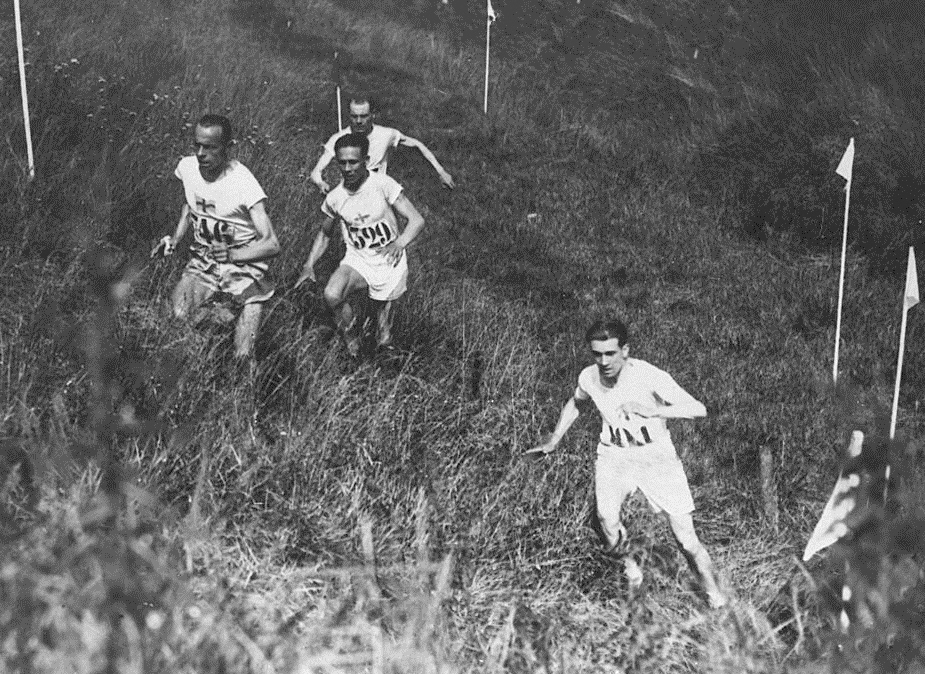
Course individuelle lors des Jeux olympiques d'été de 1924 ici avec trois coureurs en lice: Edvin Wide, Ville Ritola et Paavo Nurmi.

Le cross-country est disputé en tant que discipline olympique (avec classement individuel et par équipes) lors des Jeux olympiques d'été de 1912, 1920 et 1924. La Suède remporte l'or en 1912, et la Finlande, dirigée par Paavo Nurmi, décroche l'or en 1920 et 1924. Pendant la course de 1924, en raison de la vague de chaleur à Paris cette année-là, seulement 15 des 38 concurrents franchissent la ligne d'arrivée. Huit coureurs sont emmenés sur des civières. Les médecins passent des heures à essayer de trouver tous les concurrents qui se sont évanouis le long du parcours. Les spectateurs sont choqués par le nombre de blessés et les fonctionnaires olympiques décident d'interdire le cross-country des Jeux olympiques futurs. Depuis 1928, le cross-country est inclus comme cinquième discipline du pentathlon moderne.
Le débat sur un retour éventuel du cross aux Jeux olympiques, d'hiver cette fois, est relancé lors des Championnats du monde de cross-country 2019. Un parcours sur la neige serait une obligation à respecter pour que cette discipline de l'athlétisme intègre les Jeux olympiques d’hiver. Cependant, le cross n'a pas de lien particulier avec la neige selon certains observateurs comme Sarah Lewis, présidente de la Fédération internationale de ski (FIS). De plus, la plupart des meilleurs coureurs de cross sont issus du continent africain où ils pratiquent d'habitude dans des conditions chaudes et humides.
Le 30 juillet 2020, le président de la Fédération Internationale d'athlétisme Sebastian Coe demande au CIO la réintégration du cross-country pour les Jeux olympiques de Paris 2024, cent ans après la disparition de cette épreuve du programme olympique. La course aurait lieu sous la forme d'un relais mixte avec deux hommes et deux femmes, chaque athlète devant parcourir deux fois la distance de 2,5 km. Les sites évoqués pour l'accueil de l'épreuve sont le château de Versailles (prévu pour l'équitation) ou le site d'Élancourt (prévu pour le VTT).

## Courses

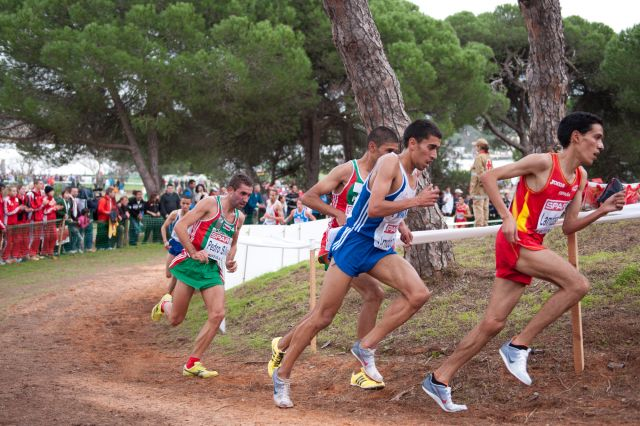
Coureurs lors des Championnats d'Europe de cross-country en 2010

Le cross-country regroupe plusieurs courses dont la distance varie, mais qui sont toutes organisées sur des parcours balisés. Lorsque la distance à parcourir lors de la course est une longue distance ou que le chemin n'est pas sécurisé, on parlera de trail. Plus généralement, le cross se déroulera pendant l'hiver et le trail pendant l'été. Les épreuves de cross possèdent leurs propres championnats qui se déroulent en hiver: les Championnats du monde datant de 1973 et les Championnats d'Europe datant quant à eux de 1994. Les deux championnats se disputaient annuellement mais à la suite d'une décision de l’Association internationale des fédérations d'athlétisme (IAAF), les Championnats du monde n'ont lieu depuis 2011 qu'une fois tous les deux ans, les années impaires. Les Championnats d'Europe continuent à être disputés tous les ans. Généralement, les Championnats d'Europe se tiennent courant décembre, tandis que les Championnats du monde se tiennent fin mars. Depuis 2011, se tiennent également, à la mi-mars, les Championnats d'Afrique qui sont disputés depuis 2012 uniquement les années paires. Malgré une pratique à haut niveau, le cross-country est aussi pratiqué comme préparation hivernale aux épreuves de fond. Le cross-country, pratiqué dans les collèges, permet une détection des grands fondeurs dès leurs jeunes années, les courses jeunes ont donc leur importance dans le système de détection pour l'athlétisme.
Les courses ont généralement lieu dans des plaines et/ou des bois. L'IAAF recommande que les parcours soient couverts d'herbe et possèdent des terrains vallonnés avec des virages fréquents mais lisses. Les parcours forment une ou plusieurs boucles, avec une longue ligne droite au début et une autre menant à la ligne d'arrivée.
En Australie, les courses sont organisées au niveau des États par l'association d'athlétisme de chaque État. Dans le Queensland, c'est par exemple la Queensland Athletics. Dans la catégorie Masters (plus de 30 ans), cela est organisé par l'Australian Masters Athletics. La saison de cross-country à Brisbane s'étend généralement de mars à septembre. Pendant la saison, il y a généralement une course chaque semaine dans un parc différent, généralement organisé par l'un des clubs participants.
Au Canada, la course de fond est une activité de grande envergure. Au collège, les courses sont plus sérieuses et sont divisées par classe et par sexe. Au lycée, les courses sont d'une grande portée et constituent généralement le principal réservoir de talents (surtout au niveau senior) pour les coureurs universitaires ou nationaux. Au niveau universitaire, le sport est administré par U Sports.
Aux États-Unis, ont lieu chaque année à Portland en Oregon, les Nike Cross Nationals (abrégé parfois NXN). Ils comportent 8 compétitions régionales de qualification et des finales nationales à Portland. Le parcours des Nationals est celui de golf de Glendoveer et offre aux athlètes un lieu de compétition de qualité. Des équipes de 22 clubs de 7 personnes et de 50 autres personnes (hommes et femmes) mettent tout en œuvre dans la quête d'un des prix les plus prestigieux en cross-country, la statue convoitée de la déesse ailée de la victoire.
En France, hormis les historiques Cross de L'Humanité (1933-1968) et Cross du Figaro (1961-2000), ont lieu des Championnats nationaux ainsi que les Championnats régionaux suivants : Alsace,  Aquitaine, Auvergne,  Basse-Normandie,  Bourgogne, Bretagne, Centre, Champagne-Ardenne, Corse, Côte d'Azur, Franche-Comté, Haute-Normandie, Ile de France, Languedoc-Roussillon, Limousin, Lorraine, Midi-Pyrénées, Nord-Pas-de-Calais, Pays de la Loire, Picardie, Poitou-Charentes, Provence, La Réunion et Rhône-Alpes.

### Cross courts
La catégorie « Cross court » est une catégorie de cross qui font moins de 6 kilomètres. Un cross court fut disputé lors des Championnats du monde, de 1998 à 2006 ; cependant, aucun cross court n'a été disputé lors des Championnats d'Europe. La catégorie existe par contre dans les Championnats de France. Le cross court est pratiqué notamment parce qu'il prépare bien aux courses de demi-fond. Les fondeurs pratiqueront quant à eux les cross plus longs.

### Cross longs
La catégorie « Cross long » est une catégorie de cross qui font plus de 6 kilomètres. Les cross dits longs préparent mieux aux courses de fond que les cross courts, ils sont en ce sens plus pratiqués.

### Courses jeunes

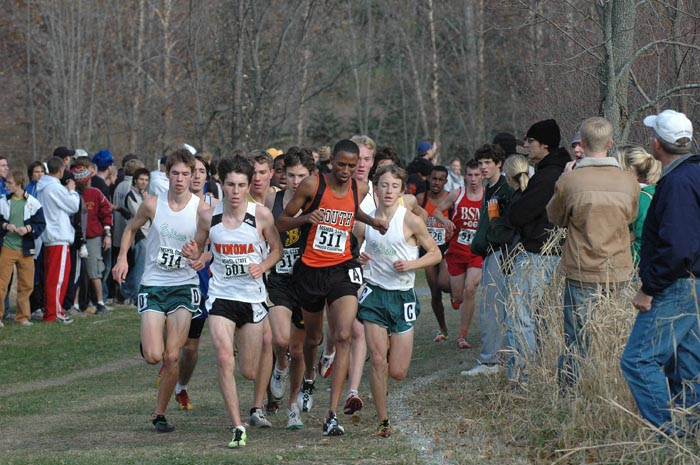
Une course scolaire dans le Minnesota

Les courses de jeunes sont une composante importante des circuits de détections de l'athlétisme ainsi que ceux de préparations aux courses de demi-fond. Pratiquées régulièrement dans les collèges et les écoles primaires dans la plupart des pays développés, les courses jeunes de cross-country sont populaires et suivies bien que leur distance soit plus faible que celles des cross adultes.
Depuis le début des années 2000, l'IAAF proscrit les cross country en ligne avec un classement individuel pour les enfants de moins de 12 ans. Elle recommande de débuter par l'organisation de courses en durée afin d'apprendre à maîtriser son effort sur un temps assez long de plusieurs minutes. Ceci n'est pas une faculté innée, mais un prérequis à la gestion de la course en distance telle que le cross country classique.

### Relais mixte
Pour revitaliser la discipline, l'IAAF instaure un relais mixte pour la première fois lors des Championnats du monde de cross-country 2017. Cette formule est reprise lors des Championnats d'Europe et d'Afrique.
Le relais mixte consiste généralement à faire participer quatre athlètes (deux hommes, deux femmes) sur une distance donnée. Il n'y a en principe pas de passage de témoin comme sur piste sauf si imposé par l'organisateur. Un simple toucher de main ou un échange de bandeau est suffisant entre les athlètes. La stratégie de course est propre à chaque équipe (commencer avec un homme ou une femme, terminer avec un homme ou une femme) ou imposée par l'organisateur.

## Décompte des points
Les points sont déterminés en additionnant les quatre ou cinq premières places individuelles de chaque équipe. En compétition internationale, une équipe se compose généralement de six coureurs, avec les quatre premiers marquant des points. Aux États-Unis, le système de notation le plus courant est de sept coureurs, avec les cinq premiers marquant des points. Les points sont attribués aux coureurs individuels des équipes éligibles, correspondant à la position dans laquelle ils franchissent la ligne d'arrivée (la première place reçoit 1 point, la deuxième place reçoit 2 points, etc.). Les points pour ces coureurs sont additionnés, et le score le plus bas gagne. Les athlètes individuels, et les athlètes des équipes incomplètes sont exclus du décompte. 
Le score le plus bas possible dans une équipe de cinq coureurs est de 15 (1 + 2 + 3 + 4 + 5), réalisé par des coureurs finissant dans les cinq premières positions. S'il n'y a qu'une seule équipe adverse alors elle obtient un score de 40 (6 + 7 + 8 + 9 + 10), qui peut être considéré comme un «balayage» pour l'équipe gagnante. Dans certaines compétitions, le sixième et le septième coureur d'une équipe inscrivent des points et sont connus comme "pousseurs" ou "déplaceurs" vu que leur position peut également compter sur les autres adversaires. Dans l'exemple cité ci-dessus, si les deux coureurs d'une même équipe n'inscrivent pas de points mais sont classés aux 6e et 7e places, le score de l'adversaire est de 50 (8 + 9 + 10 + 11 + 12). En conséquence, le score d'un «balayage» entre deux équipes de sept coureurs est de 15 à 50.

## Équipement
Le cross-country implique très peu d'équipement spécialisé. La plupart des courses se déroulent en short et avec des maillots à manches courtes ou sans manches (habituellement en club ou à l'école) ou des vestes. Dans des conditions particulièrement froides, des maillots à manches longues et des collants peuvent être portés pour conserver la chaleur sans perdre la mobilité. Les chaussures les plus courantes sont des chaussures légères avec semelle en caoutchouc comportant de quatre à six pointes métalliques vissées dans la partie d'avant-pied de la semelle. La longueur des pointes dépend des conditions de course. Avec un parcours boueux, les pointes peuvent mesurer jusqu'à 15 mm. Si on court sur une surface plus dure, les pointes sont plus courtes et font généralement 6 mm, ce qui permet d'être plus efficace. Alors que les pointes sont adaptées pour des surfaces herbeuses, boueuses, ou d'autres conditions glissantes, les coureurs peuvent également choisir de porter des chaussures de course à semelles de caoutchouc sans pointes, si le parcours comprend des parties importantes de surfaces pavées ou des chemins de terre. Dans certaines compétitions, les coureurs doivent tous porter les mêmes couleurs, y compris les shorts ou autrement cela pourrait entraîner leur disqualification.

## Déroulement de la course

### Départ

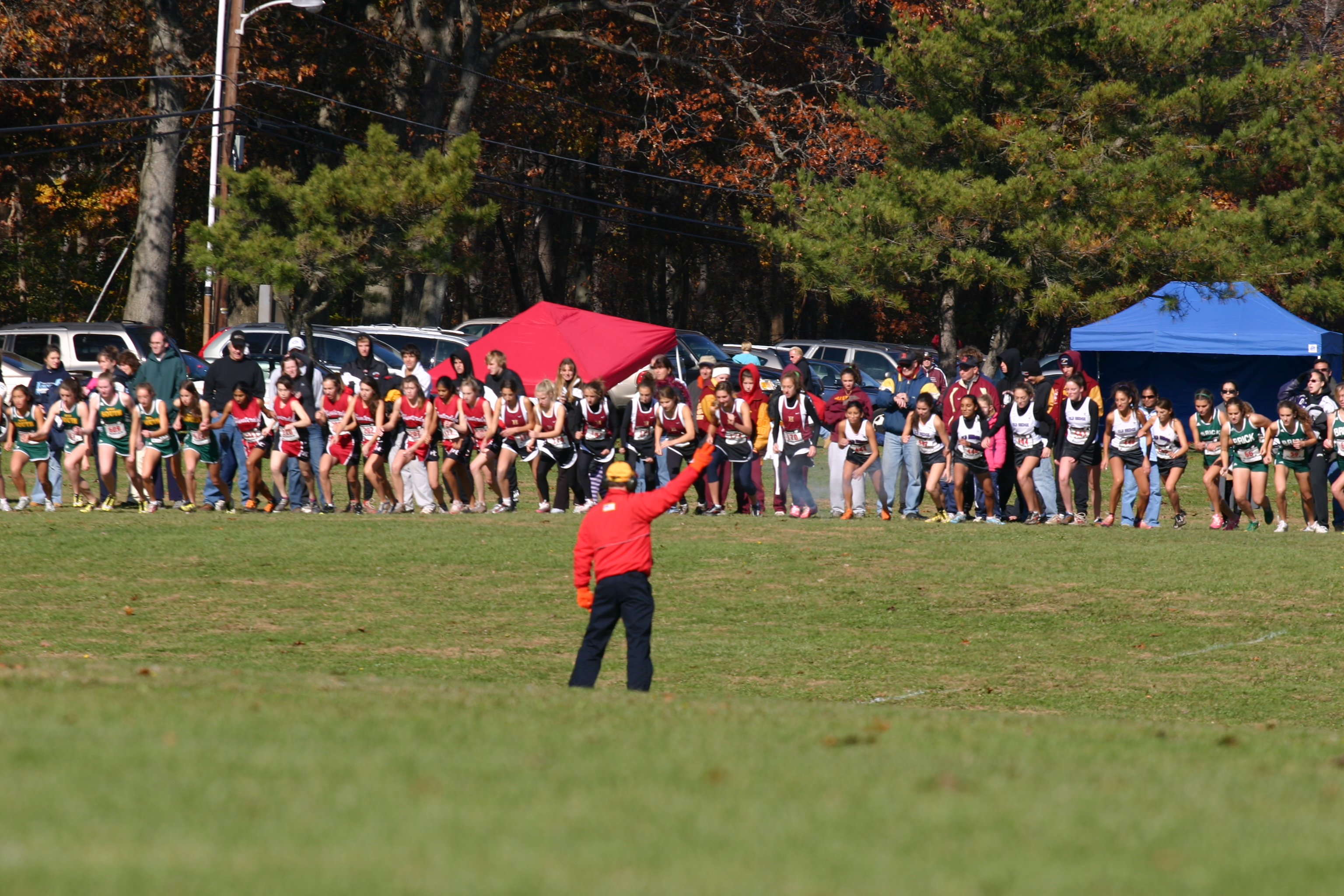
Départ typique de cross; les participants sont alignés sur une même longue ligne

Le départ de toutes les courses de cross-country, très souvent tiré au pistolet, commence par une ligne droite d'environ 100 mètres très large mais qui se referme en « entonnoir » ; le placement est donc très important et il nécessite donc une bonne vitesse de départ, le but de tout coureur sera de se placer à l'avant sans aller trop vite. En ce sens, un coureur de cross doit pouvoir produire une forte accélération puis doit retrouver un rythme normal ; l'entraînement et l'expérience jouent ainsi un rôle. Lors d'un départ, les bousculades peuvent être nombreuses et un bon coureur de cross se placera à l'avant afin de les éviter. Une fois que le chemin s'est resserré, il est très difficile de remonter dans les premières positions, la course temporise donc légèrement.

### Après-départ
« L’après-départ » est la période de la course qui suit le départ et les premiers cent mètres, lorsque le parcours se resserre. Après un départ rapide, l'après-départ est un moment où les coureurs tentent de prendre leur rythme de course ; rares sont les attaques dans cette partie de course.

### Milieu de course
Le milieu de course est la partie la plus importante et la plus dure : l'individu est à la fois soumis à une forte souffrance physique et morale. C'est durant cette période qu'il ne faut surtout pas avoir peur d'avoir mal.

### Fin de course
La fin de course est égale au dernier kilomètre. C'est à ce moment où l'individu jette ses dernières forces dans la bataille. Il faut surtout s'aider de ses bras mais rester au maximum placé, afin que les adversaires ne remarquent pas votre fatigue. C'est surtout un point psychologique de gagné face à eux.

### Arrivée
L'arrivée est égale au sprint final, à la dernière ligne droite. À ce moment-là, l'athlète utilise son « finish » pour se départager de ses adversaires.

## Technique de course
Le cross-country est une course de fond particulière ; elle nécessite d'avoir une bonne endurance et d'être capable de changer de rythme rapidement, mais aussi de savoir changer de foulée, plus petite pour les montées, plus longue sur le plat, relâché dans les descentes. Mais, en cross-country, le plus important est la hargne, la gnaque qui va vous permettre de tenir le dernier kilomètre, le moment où beaucoup de choses peuvent se jouer, tout comme au départ, il faudra allonger, et rester concentré, oublier la douleur et rester très attentif aux petits trous qui sont très fréquents dans les terrains usés par les courses courues plus tôt, généralement par les plus jeunes. C'est vers la fin que les blessures sont les plus courantes. Avec des chaussures à pointes (chaussures avec des crampons amovibles pointus), une erreur d'inattention peut vous blesser plus ou moins gravement... Corde à sauter à travailler pour rendre ses mollets et ses chevilles plus résistantes ![style à revoir]

## Entraînements
Le cross-country permet au coureur de fortifier ses articulations et ses muscles, de travailler ses appuis, d'améliorer son rythme respiratoire et de développer son endurance.
En raison des différences dans les distances, les entraînements spécifiques pour le cross court et pour le cross long sont différents.

### Cross courts
Pour les coureurs munis d'une pointe de vitesse importante et d'une Vitesse Maximale Aérobie (VMA) élevée, le cross court est une très bonne école. Après une préparation à dominante foncière entre octobre/novembre et janvier, avec la participation à quelques courses préparatoires, ces épreuves permettront de vérifier le bien fondé de ce cycle de travail. Sur des distances allant de 3 à 6 kilomètres, le coureur peut ainsi apprendre à soutenir un effort assez long et intense et à tolérer un taux d'acide lactique très élevé, trace d'un départ très rapide (à haut niveau, le premier 200 mètres est bouclé en 25 secondes environ). Ce cycle de cross-country permet donc d'acquérir une résistance plus importante aux niveaux musculaire et cardio-respiratoire. De plus, cette pratique ne nuit en rien aux qualités de vitesse : en effet, les changements de rythme sont très nombreux sur des parcours souvent très sinueux et tout en relances. Le coureur peut ainsi travailler naturellement ses fibres musculaires rapides. Le cross court doit avoir pour principal objectif le développement de la VMA. Ce travail peut être effectué par du fartlek (par exemple du 30 secondes vite — 30 secondes lent puis 1 minute vite — 1 minute lent) en nature, puis il faut passer sur un travail de plus en plus long (séries de 3 minutes), si possible sur des circuits boueux et accidentés, ceci en alternance avec des séances de qualité sur piste d'athlétisme de type 10x200mètres à 10x400mètres. En aucun cas la préparation des cross courts ne doit laisser place à un travail basé sur des séries avec pour objectif le développement de qualités anaérobies. Développant la VMA et, à un degré moindre, la valeur du « seuil anaérobie », les bases pour le travail spécifique sera réalisé après les cross. Après ce cycle, le coureur pourra soutenir plus longtemps un effort intense et produira moins d'acide lactique pour une vitesse donnée.

### Cross longs
Le cross long permet avant tout de développer l'endurance, la base foncière. Sur des distances allant de 6 à 10 kilomètres pour les femmes et de 9 à 13 kilomètres pour les hommes, on court en dessous de son « seuil anaérobie ». En participant aux cross longs, le coureur travaille ainsi en aérobie et prépare l'organisme aux efforts de longue durée. De plus, il peut effectuer un renforcement musculaire spécifique excellent. Tout deviendra ensuite beaucoup plus facile une fois sur la route. Pour préparer un cross long, on cherchera avant tout à développer la capacité aérobie en réalisant des sorties longues sur des terrains variés, l'intensité s'incluant naturellement grâce au dénivelé. Le coureur peut chercher à augmenter progressivement son volume d'entraînement tout en conservant une grande partie du travail à une intensité faible (inférieure à 80 % de sa Fréquence Cardiaque Maximale (FCM)). Le fartlek long (type 3 minutes vite — 3 minutes lent) peut également constituer une bonne séance. Globalement, on va rechercher grâce aux cross longs à poser les bases de la saison sur route en disposant d'une endurance à toute épreuve. Le coureur peut donc élever son volume d'entraînement dans un premier temps en recherchant dans un second temps à développer sa résistance par du travail en « endurance active », c'est-à-dire à 80-85 % de sa Fréquence Cardiaque Maximale. En outre, tout au long de sa préparation, le coureur ne devra pas négliger le travail de vitesse pure qui a pour effet de solliciter ses fibres musculaires rapides, ce qui devient capital en cross-country pour passer les côtes ou relancer efficacement. Les séances de VMA viennent en dernier lieu apporter la touche finale de la préparation en gagnant ainsi en vitesse à l'approche des compétitions.

## Risques

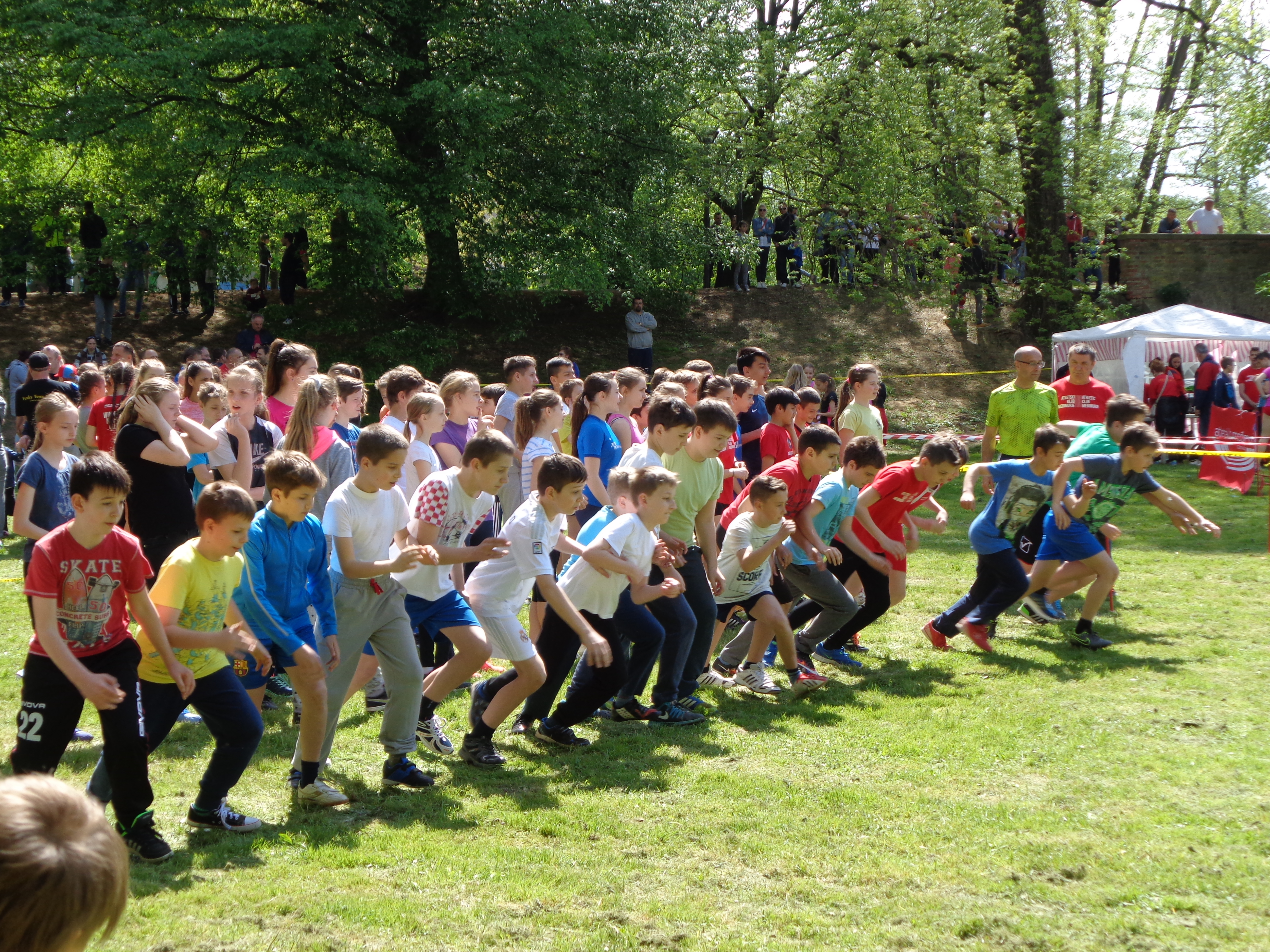
Départ d'un cross-country pour enfants en Croatie.

De jeunes enfants qui participent à des courses en ligne qui durent plus de quelques secondes, et qui ne maîtrisent pas la gestion de la course en durée prennent des risques physiques et psychologiques :
- risque d'épuisement rapide, car ils fabriquent beaucoup d'acide lactique. Ce phénomène protège les adultes en freinant puis en stoppant rapidement l'effort s'il est trop violent.
- risque psychologique d'abandon définitif de l'activité alors trop douloureusement vécue.
- si on arrive à bout d'épuisement et que l'on continu la course, on peut faire une crise cardiaque. Afin de les habituer progressivement à ce type d'effort, les Championnats d'Europe organisés par l'Association européenne d'athlétisme (AEA) incluent par exemple, en plus des Seniors, des courses Espoirs (U23 - moins de 23 ans) et des courses Juniors (U20 - moins de 20 ans) qui disputent des distances plus courtes que les Seniors.
- les risques de blessures aux tendons, articulations, et muscles sont moins importants qu'aux courses sur route, car le terrain absorbe mieux les chocs. Toutefois, ils restent quand même importants : c'est de la course à pied, un sport traumatisant.

## Popularité
En dehors de sa pratique sportive, qu'elle soit en compétition ou en préparation, le cross-country est une course populaire auprès des jeunes mais aussi auprès de militaires qui la pratiquent pour parfaire leur condition physique. C'est aussi une compétition assez facile à organiser car elle peut se pratiquer par tous les temps sous toutes les latitudes et il n'y a pas besoin d'installations sophistiquées. Toutefois, cette activité est de plus en plus concurrencée par les trails qui sont des courses en nature où l'effort est beaucoup plus long donc moins intense.

## Athlètes de haut niveau

### Hommes
- Paavo Nurmi : invaincu durant ses 19 années actives dans le cross
- Gaston Roelants : remporte quatre titres de champion du monde au Cross des nations (1962, 1967, 1969, 1972)
- John Treacy : remporte deux titres consécutifs de champion du monde de cross long (1978, 1979)
- Craig Virgin : remporte deux titres consécutifs de champion du monde de cross long (1980, 1981)
- Carlos Lopes : remporte trois titres de champion du monde de cross long dont deux consécutifs (1976, 1984, 1985) et totalise 5 médailles dans ces championnats
- John Ngugi : premier athlète à remporter cinq titres de champion du monde de cross long dont quatre consécutifs (1986, 1987, 1988, 1989, 1992)
- Khalid Skah : remporte deux titres consécutifs de champion du monde de cross long (1990, 1991)
- William Sigei : remporte deux titres consécutifs de champion du monde de cross long (1993, 1994)
- Paulo Guerra : remporte quatre titres de champion d'Europe de cross dont deux fois consécutifs (1994, 1995, 1999, 2000), premier athlète champion d'Europe de cross
- Paul Tergat : remporte cinq titres consécutifs de champion du monde de cross long (1995, 1996, 1997, 1998, 1999) et totalise 6 médailles dans ces championnats
- Serhiy Lebid : remporte neuf titres de champion d'Europe de cross dont cinq consécutifs (1998, 2001, 2002, 2003, 2004, 2005, 2007, 2008, 2010) et totalise 12 médailles dans ces championnats
- Mohammed Mourhit : remporte deux titres consécutifs de champion du monde de cross long (2000, 2001)
- Kenenisa Bekele : remporte six titres de champion du monde de cross long dont cinq consécutifs (2002, 2003, 2004, 2005, 2006, 2008) et cinq titres consécutifs de cross court (2002, 2003, 2004, 2005, 2006) pour un total de onze titres[12]
- Alemayehu Bezabeh : remporte deux titres de champion d'Europe de cross (2009, 2013)
- Geoffrey Kamworor : remporte deux titres consécutifs de champion du monde de cross long (2015, 2017)
- Jakob Ingebrigtsen : remporte les Championnats d'Europe de cross juniors à multiple reprises.
- Jimmy Gressier : remporte trois titres consécutifs de champion d'Europe de cross espoirs (2017, 2018, 2019)

### Femmes
- Doris Brown : remporte cinq titres consécutifs de championne du monde au Cross des nations (1967, 1968, 1969, 1970, 1971)
- Paola Pigni : remporte deux titres consécutifs de championne du monde de cross long (1973, 1974), première athlète championne du monde de cross long sous l'ère IAAF
- Joëlle De Brouwer : remporte huit titres de championne de France de cross long dont cinq consécutifs (1975, 1976, 1977, 1978, 1979, 1981, 1983, 1984)
- Carmen Valero : remporte deux titres consécutifs de championne du monde de cross long (1976, 1977),
- Grete Waitz : première athlète à remporter cinq titres de championne du monde de cross long (1978, 1979, 1980, 1981, 1983)
- Maricica Puică : remporte deux titres de championne du monde de cross long (1982, 1984)
- Zola Budd : remporte deux titres consécutifs de championne du monde de cross long (1985, 1986), connue pour courir pieds nus
- Annette Sergent : remporte deux titres de championne du monde de cross long (1987, 1989), remporte sept titres de championne de France de cross long dont cinq consécutifs (1985, 1986, 1987, 1988, 1989, 1992, 1995)
- Lynn Jennings : remporte trois titres consécutifs de championne du monde de cross long (1990, 1991, 1992)
- Derartu Tulu : remporte trois titres de championne du monde de cross long (1995, 1997, 2000)
- Gete Wami : remporte deux titres de championne du monde de cross long (1996, 1999) et un de cross court (2001)
- Sonia O'Sullivan : première athlète à remporter un Championnat du monde de cross long et de cross court la même année (1998), première athlète championne du monde de cross court sous l'ère IAAF
- Paula Radcliffe : remporte deux titres de championne d'Europe de cross (1998, 2003), remporte deux titres consécutifs de championne du monde de cross long (2001, 2002)
- Edith Masai : remporte trois titres consécutifs de championne du monde de cross court (2002, 2003, 2004)
- Hayley Yelling : remporte deux titres de championne d'Europe de cross (2004, 2009)
- Tirunesh Dibaba : remporte trois titres de championne du monde de cross long (2005, 2006, 2008) et un de cross court (2005)
- Fionnuala Britton : remporte deux titres consécutifs de championne d'Europe de cross (2011, 2012)
- Yasemin Can : remporte quatre titres consécutifs de championne d'Europe de cross (2016, 2017, 2018, 2019)
- Nadia Battocletti : remporte deux titres consécutifs de championne d'Europe de cross juniors (2018, 2019)